# Cimetière militaire allemand du Champ de manœuvre
Le Cimetière militaire allemand du champ de manœuvre est un cimetière militaire de la Première Guerre mondiale situé sur le territoire de la commune de Laon, dans le département de l'Aisne. C'est l'un des deux cimetières militaires allemands de la ville. L'autre c'est le Cimetière militaire allemand de Bousson.

## Historique
Ce cimetière a été créé par l'État français après la Grande Guerre. Situé en bordure de la R.D. 656, entre Laon et Mons-en-Laonnois et Laon, il est situé à proximité d'un camp militaire. On a regroupé dans ce lieu, les corps provenant de différents cimetières du secteur de Laon.
Le cimetière a fait l'objet d'une rénovation en 1974. À cette occasion, les croix de bois ont été remplacées par des croix de métal.

## Caractéristiques
Dans ce cimetière, ont été inhumés les corps de soldats tués dans les combats d'août et septembre 1914, de hiver 1914-1915, mais y ont été également inhumés des soldats allemands tués lors de la bataille du Chemin des Dames de 1917. Des soldats tués au cours des offensives allemandes du printemps 1918 et lors de la contre-offensive alliée qui a suivi reposent aussi dans ce cimetière. Un certain nombre de soldats inhumés à Laon sont morts dans les hôpitaux militaires de la ville qui fonctionnèrent jusque 1920. Des prisonniers de guerre tués accidentellement sont enterrés dans cette nécropole.
La nécropole contient 3 487 corps dont 3 295 reposent dans des tombes individuelles matérialisées par des croix en métal (69 n'ont pu être identifiés). Le corps d'une infirmière allemande y est aussi inhumé ainsi que 192 soldats qui reposent dans un ossuaire (fosse commune) dont 115 n'ont pu être identifiés.

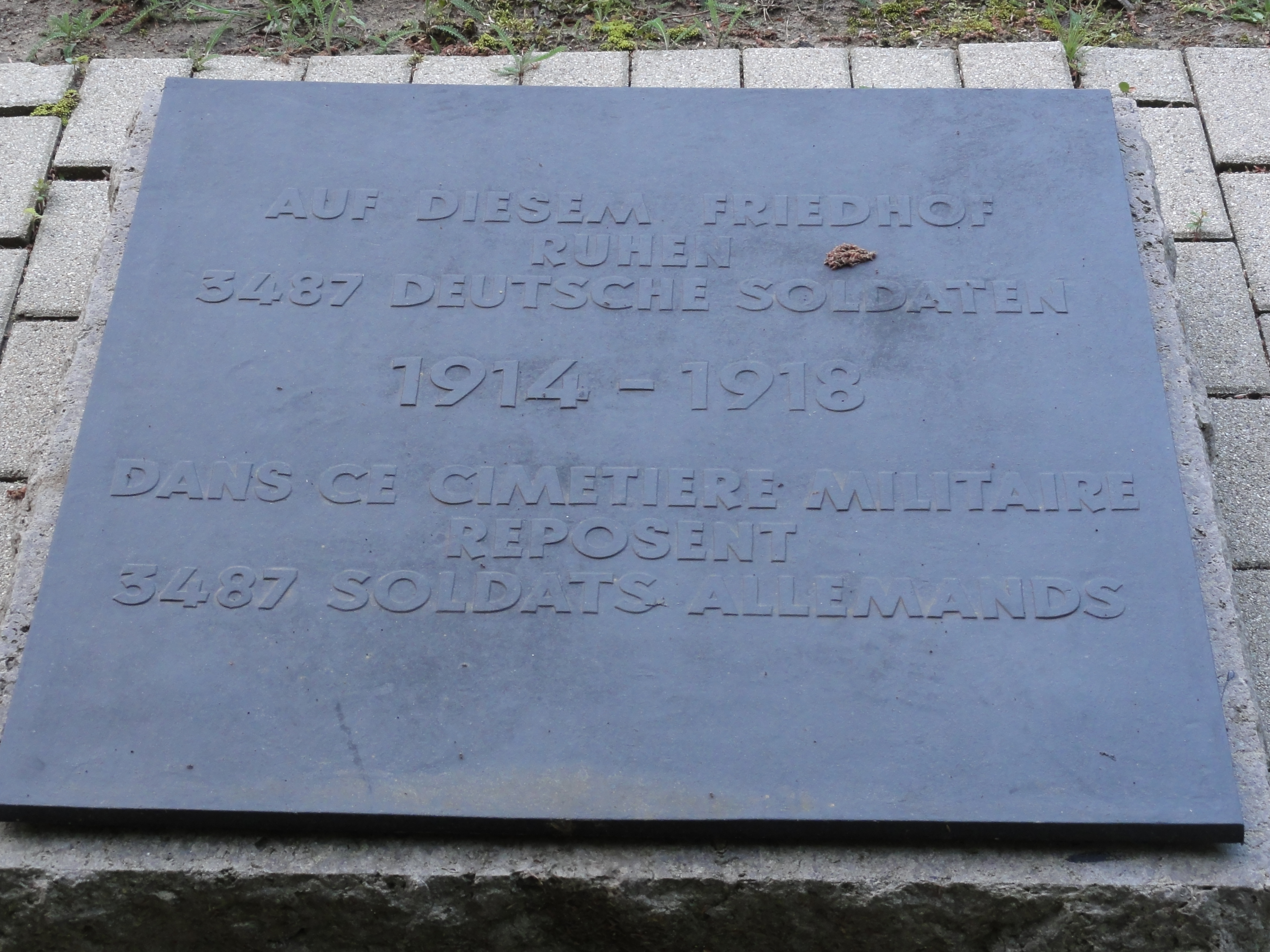
Plaque au sol à l'entrée
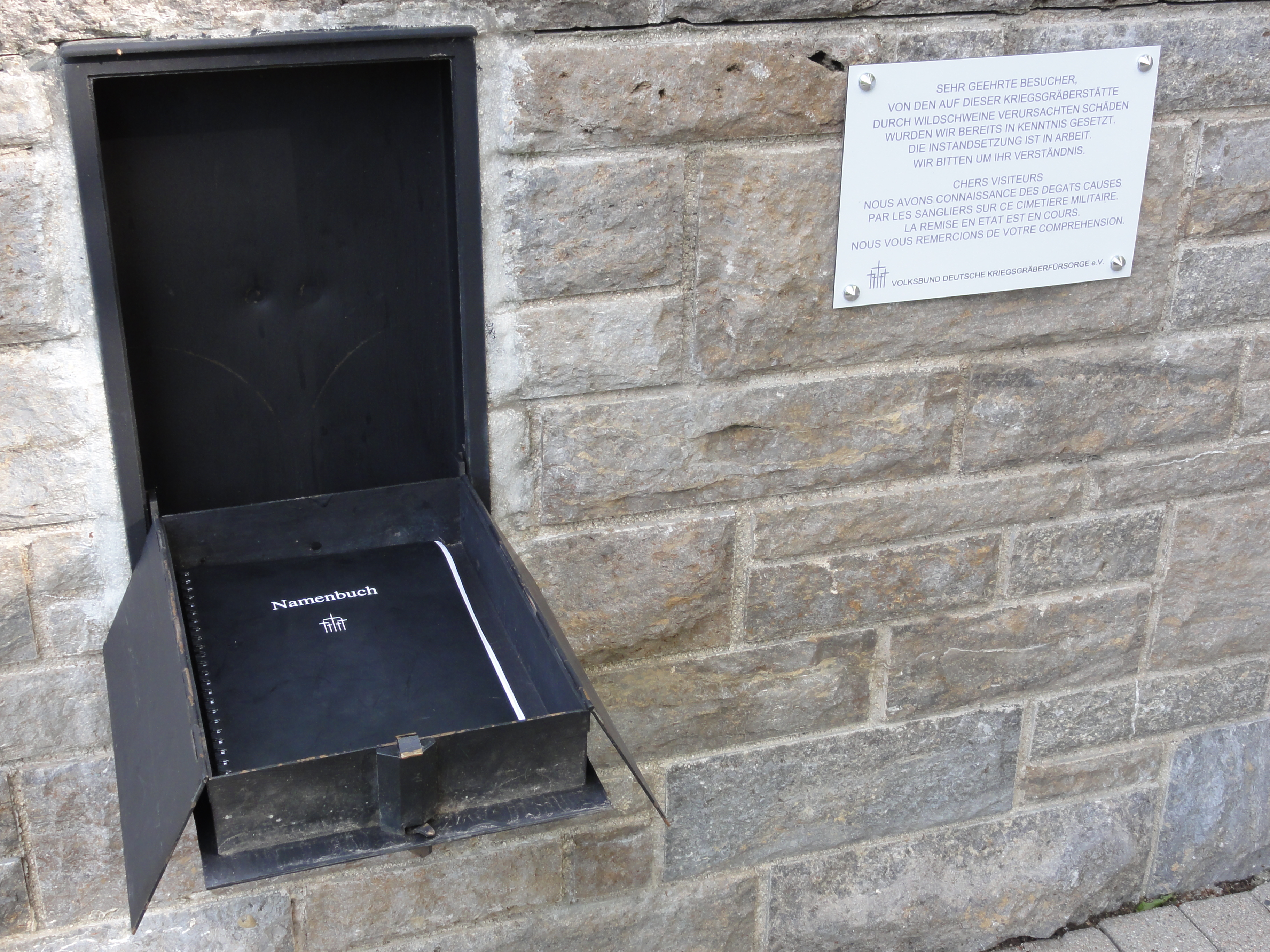
Cassette du livre de noms à l'entrée
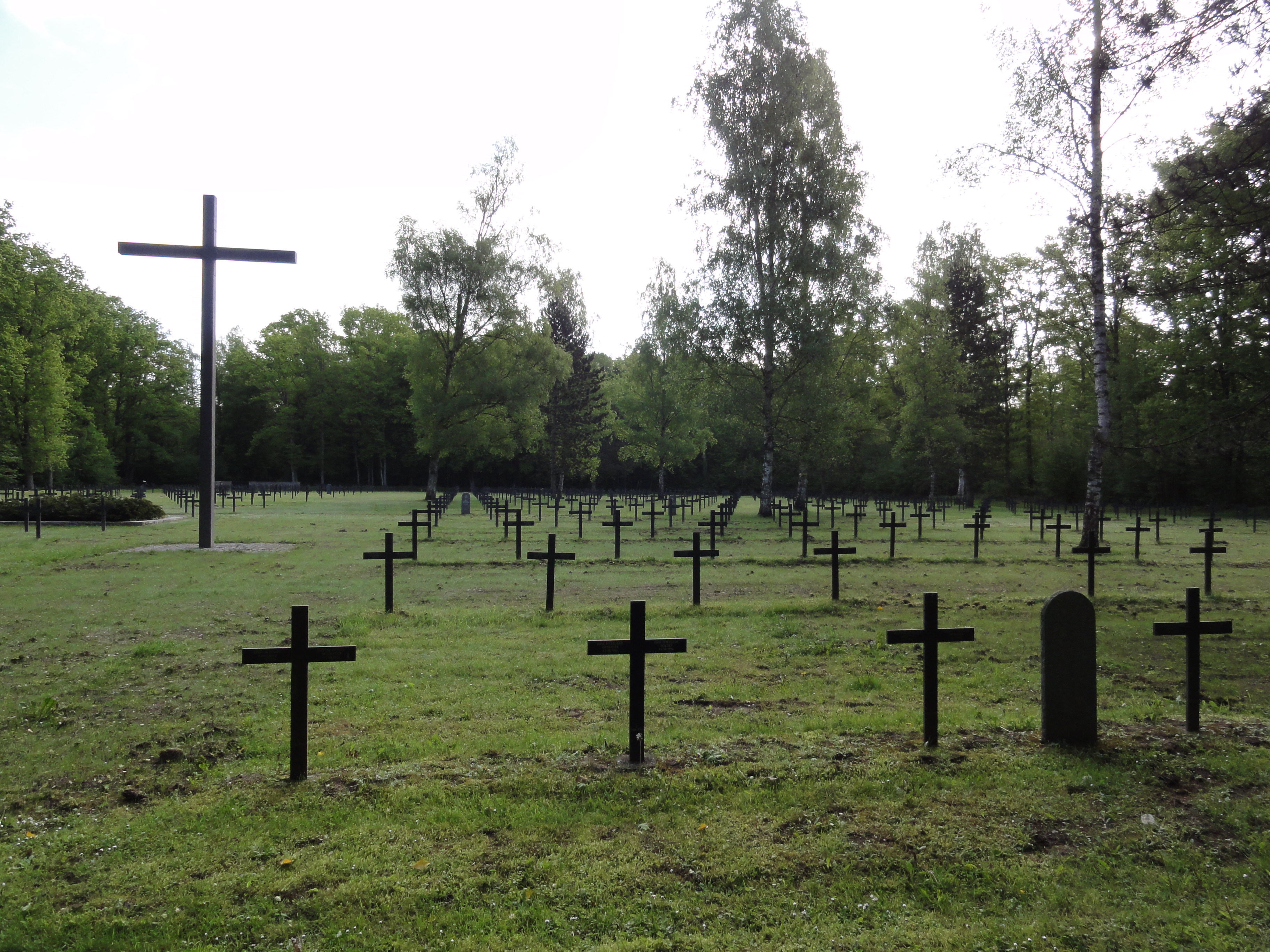
Vue d'ensemble avec la grande croix du cimetière
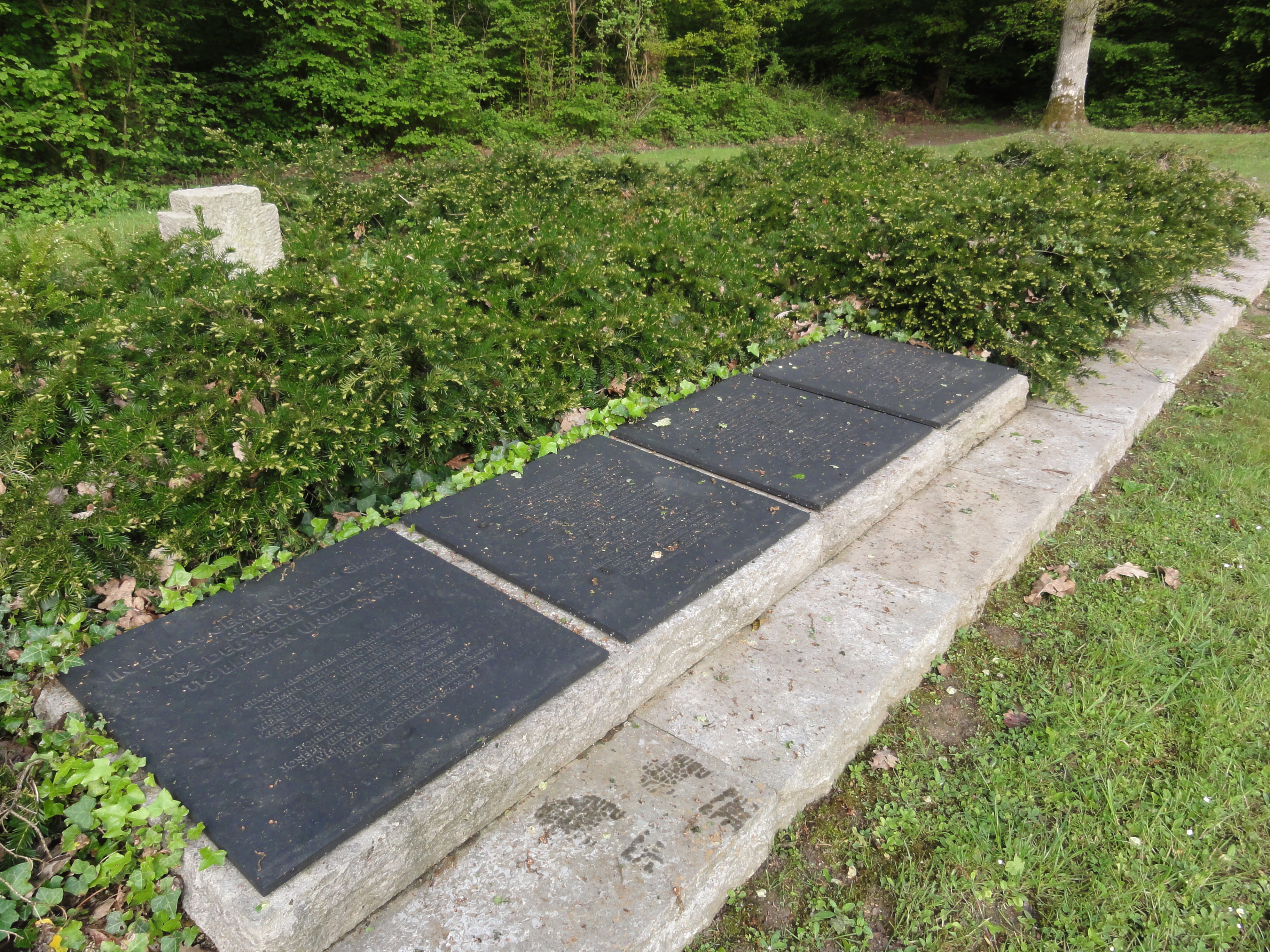
La fosse commune avec ses plaques